# Recsk
Recsk é uma vila da Hungria, situada no condado de Heves. Tem 53,18 km² de área e sua população em 2019 foi estimada em 2.673 habitantes.